# エディン・ジェコ
- エディン・ゼコ

エディン・ジェコ（Edin Džeko、1986年3月17日 - ）は、ボスニア・ヘルツェゴビナ・サラエヴォ県サラエヴォ出身のサッカー選手。セリエA・ACFフィオレンティーナ所属。ボスニア・ヘルツェゴビナ代表。ポジションはFW。民族はボシュニャク人（ムスリム人）。
ドイツとイングランドの2つのリーグで計3度の優勝を経験。ヴォルフスブルク所属時代の2009-10シーズンにブンデスリーガで、ASローマ所属時代の2016-17シーズンにセリエAでそれぞれ得点王に輝いた。また欧州5大リーグのうち、3つのリーグで50得点を挙げた史上初の選手である。
ボスニア・ヘルツェゴビナ代表の最多出場記録、最多得点記録の保持者でもあり、2014年9月からは代表の主将を務める。
名前は「ゼコ」とも表記される。

## クラブ経歴

### 地元クラブ、チェコ時代
父親のミドハト・ジェコもプロサッカー選手であった。ボスニア紛争の時は一家で団地に避難し、音を立てられない地下室生活を強いられながら砲弾が止む僅かな時間にサッカーを楽しんでいた。5歳のときにFKジェリェズニチャルの下部組織に入団し、2003-04シーズンにトップチームに昇格した。2005年にチェコ・リーグのFKテプリツェに移籍金2万5000ユーロで完全移籍し、ジェリェズニチャル時代に指導を受けたチェコ人監督イジー・プリーシェクが率いるFKウースティー・ナド・ラベムにすぐさまレンタル移籍した。そこで15試合6得点と結果を残し、半年後にはFKテプリツェに復帰し、13得点を挙げて得点ランキング2位に入った。

### VfLヴォルフスブルク
2007年6月26日、フェリックス・マガトが監督を務めるドイツのVfLヴォルフスブルクに400万ユーロの移籍金で移籍した。2007-08シーズンは28試合出場で8得点と、まずまずの成績を残した。
2008-09シーズンはDFBポカールのFCオーバーノイラント戦でハットトリックを達成したが、リーグ戦では前半戦5得点にとどまった。しかし後半から大爆発し、最終的に26得点を決めて得点ランキング2位にはいった。2人合計54得点を叩き出したグラフィッチとのコンビはリーグ最強と謳われ、長谷部誠、大久保嘉人らと共にクラブ史上初のリーグ優勝に貢献した。
この活躍から2009年夏の移籍市場ではイタリアのACミランが獲得に乗り出し、ジェコも移籍を希望したが、クラブはジェコの放出を拒否し、結局2013年まで契約を延長した。ジェコは幼いころからのミランのファンであり、サラエヴォの彼の部屋には、お気に入りの選手であるアンドリー・シェフチェンコの背番号7のユニフォームが飾られていたという。
チームに残留した2009-10シーズンはチームとしては苦戦をしいられ連覇を逃すも、ジェコは22得点を決めブンデスリーガ得点王を獲得した。2009年末にはバロンドール候補30人にノミネートされた。2010-11シーズンは移籍を希望していたもののチームに残留し、キャプテンを任される。クラブは低迷したが、ジェコは前半戦だけで10得点を挙げた。

### マンチェスター・シティ

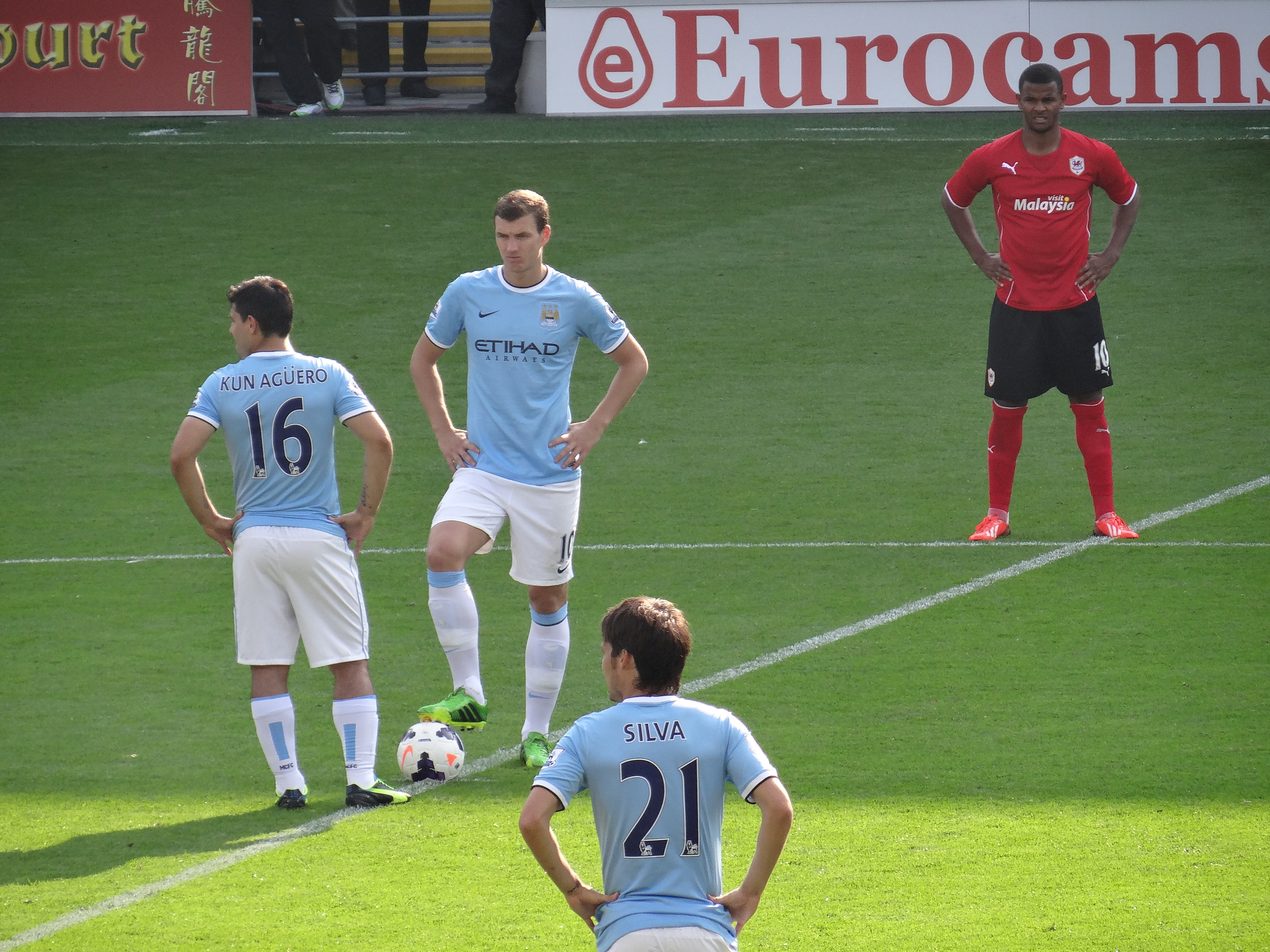
マンチェスター・シティでプレーするジェコ（左から2人目） セルヒオ・アグエロ(一番左)と共に強力な2トップを形成する

2011年1月7日、イングランドのマンチェスター・シティFCに移籍した。ヴォルフスブルクには移籍金3500万ユーロが支払われたが、これはプレミアリーグのクラブが支払った金額としては史上6番目であり、ブンデスリーガ所属選手に支払われた金額としては過去最高額となった。背番号は10。2011-12シーズンのプレミアリーグ最終節、クイーンズ・パーク・レンジャーズ戦では途中出場で後半ロスタイムに同点のヘディングシュートを決め、奇跡の優勝へとつなげた。
2012-13シーズンは、セルヒオ・アグエロの負傷が目立つ中、チーム得点王となる14ゴールを記録した。
2013-14シーズンは前年度を上回る16ゴールを挙げ、出場時間あたりの得点率では同僚のセルヒオ・アグエロ、ルイス・スアレス、ダニエル・スターリッジに次ぐ4位(5位はロビン・ファン・ペルシー)となり、2シーズンぶりのリーグ優勝に貢献した。マンチェスターシティでは大事な所で決める印象的なゴールが多く、このシーズンもシーズン終盤のクリスタル・パレス戦やエヴァートン戦、アストン・ビラ戦の決勝ゴールを決めるなど、重要な場面でゴールを決めた。

### ASローマ
2015年8月、セリエAのASローマへのレンタル移籍が決定。背番号は9番。開幕戦のエラス・ヴェローナ戦でセリエAデビュー。2015年8月30日の第2節、ユヴェントス戦で移籍後初得点を挙げ、チームのシーズン初勝利に貢献した。ローマでの1シーズン目はリーグ戦8ゴールに終わった。
2016-17シーズンはUEFAヨーロッパリーグのプルゼニ戦でハットトリックを達成、2月のヨーロッパリーグ決勝トーナメント1回戦のビジャレアル戦でもハットトリックを達成した。ローマはヨーロッパリーグでベスト16で敗退したものの、ジェコは8得点を挙げジュリアーノと共に得点王となった。またセリエAでは37試合に出場し29得点を決め、ナポリのドリース・メルテンスを1得点差で抑え、セリエA得点王となった。またリーグ戦、カップ戦など合計では合計39得点を記録した。
2017-18シーズン、3月3日のナポリ戦で2得点を挙げ、セリエA通算50得点を達成。これでブンデスリーガ、プレミアリーグに続く50得点達成となり、ヨーロッパ5大リーグのうち3つのリーグで50得点を挙げた史上初の選手となった。UEFAチャンピオンズリーグ、対FCバルセロナ、準々決勝では1stレグ、2ndレグ共にゴールを決め、2ndレグではPKも獲得し、1stレグに4-1で勝利していたバルセロナに対し、奇跡の逆転準決勝進出の立役者となった。UEFAチャンピオンズリーグ準決勝のリヴァプールFC戦の1stレグの試合では5-0とされたなか、ラジャ・ナインゴランのロングパスをワントラップからシュートを決め、反撃の口火を切るゴールを決めた。2ndレグの試合でもチャンピオンズリーグで5試合連続となるゴールを決めたが、わずかにトータルスコアで7-6と及ばず準決勝で敗退した。
2018-19シーズン、セリエA開幕戦のトリノ戦で後半44分に決勝ゴールを決め1-0での勝利の立役者となった。UEFAチャンピオンズリーグ・GL第2節ブルゼニ戦ではハットトリックを達成し、チームを勝利に導いた。
2019-20シーズン、開幕前の移籍市場では、コンテが監督に就任したインテルへの移籍が噂され、インテルの若手選手やイカルディとのトレードなども取り沙汰されたが、2019年8月16日に契約を2022年まで延長してローマに残留した。2019-20シーズンのセリエA開幕戦となったジェノア戦では1ゴール1アシストを記録した。9月22日のボローニャ戦では同点で迎えた後半アディショナルタイムに勝ち越しゴールを挙げて勝利に貢献した。2020年2月1日、サッスオーロ戦でゴールを挙げ、ローマでの公式戦通算100得点目を記録した。7月15日、第33節のヴェローナ戦でゴールを決め、ローマでの通算ゴール数を105とし、外国籍選手としては最多得点者となった。
2020-21シーズン開幕前にはユヴェントスへの移籍が大きく報じられたが残留した。2020年12月13日、ボローニャ戦でローマでの公式戦111点目となるゴールを挙げ、アメデオ・アマデイに並びクラブ歴代3位の得点者となった。しかしその後はフォンセカ監督との不仲が報じられ、ベンチ外となることもあった。

### インテル・ミラノ
2021年8月14日、インテル・ミラノに移籍し、2年契約を締結した。背番号は9番。なお加入の公式発表がされる前に、FCディナモ・キーウとの親善試合で先発出場しゴールを決めた。加入1シーズン目は、リーグの開幕戦となったジェノア戦でいきなりゴールを決めるなど、年間合計49試合17ゴール10アシストを記録した。2023年1月のスーペルコッパ・イタリアーナではACミランに対して勝利を決定的とするチームの2点目を挙げて優勝に貢献した。同シーズンのチャンピオンズリーグ準決勝、ミラン戦第1戦では決勝点を奪って勝利に貢献した。

### フェネルバフチェ
2023年6月22日、トルコのフェネルバフチェにフリーで移籍し、2年契約を締結した。

## 代表経歴
2007年6月2日、 トルコ戦でボスニア・ヘルツェゴビナ代表デビュー、その試合で初得点を記録した。
2010 FIFAワールドカップ・ヨーロッパ予選では、第2節から第6節まで5節連続で得点し、2008年9月10日のエストニア戦、2009年4月1日のベルギー戦で2得点を挙げるなど、予選を通して10得点を決める活躍を見せた。スペインに次ぐ2位に入ってプレーオフに進出したが、プレーオフでポルトガルに敗れて2010 FIFAワールドカップ本大会出場はならなかった。
2012年9月7日の2014 FIFAワールドカップ・ヨーロッパ予選のリヒテンシュタイン戦で代表では初となるハットトリックを達成するなど、初のW杯出場に貢献した。
2014 FIFAワールドカップを戦う代表23人に選出された。グループリーグ2戦目のナイジェリア戦では、先制ゴールを奪ったかに見えたが判定はオフサイド。しかしこれは明らかな誤審であり、試合後ジェコは「僕らは家に帰る。だから悲しいよ。でも、この主審も家に帰るべきだ。彼は結果を変えた。彼が試合を変えた。だから僕らは負けた。先制されてから反撃しようとしたね。でも、キャプテン（エミル・スパヒッチ）にファウルが遭ったのは明らかだった。僕のゴールもオフサイドじゃなかったよ。僕らは最後まで戦った。でも、今日は運がなかったんだ」と語った。
「今日は僕らが試合に勝つべきだった。ナイジェリアも良いプレーをしたし、チャンスを作ったけどね。だけど、主審は恥ずべきだった」と審判を批判した。この試合の敗戦でグループリーグ敗退が決まってしまったボスニア・ヘルツェゴビナだったが、3戦目のイラン戦では、先制ゴールとなるミドルシュートで自身ワールドカップ初ゴールを決め、悲願の初勝利を記録して大会を去って行った 。
2017年3月28日ボスニア人プレーヤーとして初の国際試合50ゴールを達成した。
2018年10月15日のUEFAネーションズリーグ、北アイルランド戦で2ゴールを挙げ、1点目のゴールでキャリア通算300ゴールを達成した。
2019年3月23日のEURO予選アルメニア戦に先発出場し、ボスニア・ヘルツェゴビナ代表史上初となる代表通算100試合出場を達成した。

## 人物・評価
- プレミアリーグでマンチェスター・シティFCのライバルクラブ、チェルシーFCのジョゼ・モウリーニョは、ジェコについて「私が選ぶ年間最優秀選手は、ジェコだよ。彼はただのゴールゲッターではない。アシストし、プレーする。振る舞いもそうだし、彼はフェアだ。ダイブをしない。相手へのカードを出させようとはしない。そして、シーズンの大事な時期にチームが必要としたときに、彼は違いをつくったと思う」と語り、ポストプレーヤーとしての資質とジェコの人間性を評価した[50]。
- 従兄弟にボスニア・ヘルツェゴビナ代表の主将であったエミル・スパヒッチがいる[51]。
- 現役中にサラエヴォ大学（英語版）のスポーツ教育学部でスポーツマネジメントを専攻しており、3年の在学の末、代表チームに合流していた2018年9月10日に同大学を卒業した[52]。

## 個人成績

### クラブ
2023年6月11日現在
| クラブ成績               | クラブ成績               | クラブ成績               | リーグ | リーグ | カップ      | カップ      | リーグ杯 | リーグ杯 | 国際大会   | 国際大会   | 通算 | 通算 |
| シーズン                 | クラブ                   | リーグ                   | 出場   | 得点   | 出場        | 得点        | 出場     | 得点     | 出場       | 得点       | 出場 | 得点 |
| ボスニア・ヘルツェゴビナ | ボスニア・ヘルツェゴビナ | ボスニア・ヘルツェゴビナ | リーグ | リーグ | カップ      | カップ      | リーグ杯 | リーグ杯 | ヨーロッパ | ヨーロッパ | 通算 | 通算 |
| ------------------------ | ------------------------ | ------------------------ | ------ | ------ | ----------- | ----------- | -------- | -------- | ---------- | ---------- | ---- | ---- |
| 2003–04                  | ジェリェズニチャル       | プレミア                 | 20     | 4      | 0           | 0           | -        | -        | 0          | 0          | 20   | 4    |
| 2004–05                  | ジェリェズニチャル       | プレミア                 | 20     | 1      | 0           | 0           | -        | -        | 0          | 0          | 20   | 1    |
| チェコ                   | チェコ                   | チェコ                   | リーグ | リーグ | カップ      | カップ      | リーグ杯 | リーグ杯 | ヨーロッパ | ヨーロッパ | 通算 | 通算 |
| 2005–06                  | ウスティ・ナド・ラベム   | 2部                      | 15     | 6      | 0           | 0           | -        | -        | 0          | 0          | 15   | 6    |
| 2005–06                  | テプリツェ               | 1部                      | 13     | 3      | 0           | 0           | -        | -        | 0          | 0          | 13   | 3    |
| 2006–07                  | テプリツェ               | 1部                      | 30     | 13     | 0           | 0           | -        | -        | 0          | 0          | 30   | 13   |
| ドイツ                   | ドイツ                   | ドイツ                   | リーグ | リーグ | DFBポカール | DFBポカール | リーグ杯 | リーグ杯 | ヨーロッパ | ヨーロッパ | 通算 | 通算 |
| 2007–08                  | ヴォルフスブルク         | ブンデス                 | 28     | 8      | 5           | 1           | -        | -        | 0          | 0          | 33   | 9    |
| 2008–09                  | ヴォルフスブルク         | ブンデス                 | 32     | 26     | 2           | 6           | -        | -        | 8          | 4          | 42   | 36   |
| 2009–10                  | ヴォルフスブルク         | ブンデス                 | 34     | 22     | 2           | 2           | -        | -        | 9          | 5          | 45   | 29   |
| 2010–11                  | ヴォルフスブルク         | ブンデス                 | 17     | 10     | 1           | 1           | -        | -        | 0          | 0          | 18   | 11   |
| イングランド             | イングランド             | イングランド             | リーグ | リーグ | FAカップ    | FAカップ    | FLカップ | FLカップ | ヨーロッパ | ヨーロッパ | 通算 | 通算 |
| 2010–11                  | マンチェスター・シティ   | プレミア                 | 15     | 2      | 2           | 2           | 0        | 0        | 4          | 2          | 21   | 6    |
| 2011–12                  | マンチェスター・シティ   | プレミア                 | 30     | 14     | 0           | 0           | 4        | 3        | 8          | 1          | 42   | 18   |
| 2012–13                  | マンチェスター・シティ   | プレミア                 | 31     | 14     | 5           | 0           | 1        | 0        | 6          | 1          | 43   | 15   |
| 2013–14                  | マンチェスター・シティ   | プレミア                 | 31     | 16     | 5           | 2           | 5        | 6        | 7          | 2          | 48   | 26   |
| 2014–15                  | マンチェスター・シティ   | プレミア                 | 22     | 4      | 1           | 0           | 2        | 2        | 6          | 0          | 32   | 6    |
| イタリア                 | イタリア                 | イタリア                 | リーグ | リーグ | イタリア杯  | イタリア杯  | リーグ杯 | リーグ杯 | ヨーロッパ | ヨーロッパ | 通算 | 通算 |
| 2015-16                  | ローマ                   | セリエA                  | 31     | 8      | 1           | 0           | -        | -        | 7          | 2          | 39   | 10   |
| 2016-17                  | ローマ                   | セリエA                  | 37     | 29     | 3           | 2           | -        | -        | 8          | 8          | 48   | 39   |
| 2017-18                  | ローマ                   | セリエA                  | 36     | 16     | 1           | 0           | -        | -        | 12         | 8          | 49   | 24   |
| 2018-19                  | ローマ                   | セリエA                  | 30     | 9      | 1           | 0           | -        | -        | 6          | 5          | 37   | 14   |
| 2019-20                  | ローマ                   | セリエA                  | 35     | 16     | 0           | 0           | -        | -        | 8          | 3          | 43   | 19   |
| 2020-21                  | ローマ                   | セリエA                  | 27     | 7      | 1           | 0           | -        | -        | 10         | 6          | 38   | 13   |
| 2021-22                  | インテル・ミラノ         | セリエA                  | 36     | 13     | 5           | 1           | -        | -        | 7          | 3          | 49   | 17   |
| 2022-23                  | インテル・ミラノ         | セリエA                  | 33     | 9      | 5           | 0           | -        | -        | 14         | 4          | 52   | 14   |
| 通算                     | ボスニア・ヘルツェゴビナ | ボスニア・ヘルツェゴビナ | 40     | 5      | 0           | 0           | -        | -        | 0          | 0          | 40   | 5    |
| 通算                     | チェコ                   | チェコ                   | 58     | 22     | 0           | 0           | -        | -        | 0          | 0          | 58   | 22   |
| 通算                     | ドイツ                   | ドイツ                   | 111    | 66     | 10          | 10          | -        | -        | 17         | 9          | 138  | 85   |
| 通算                     | イングランド             | イングランド             | 129    | 50     | 13          | 4           | 12       | 11       | 31         | 6          | 186  | 71   |
| 通算                     | イタリア                 | イタリア                 | 268    | 107    | 18          | 3           | -        | -        | 74         | 39         | 361  | 150  |
| 総通算                   | 総通算                   | 総通算                   | 602    | 248    | 55          | 21          | 12       | 11       | 127        | 54         | 801  | 336  |

## 代表歴

### 出場大会
- ボスニア・ヘルツェゴビナ代表
  - 2014 FIFAワールドカップ

### 試合数
- 国際Aマッチ 133試合 65得点（2007年-）[53]

| ボスニア・ヘルツェゴビナ代表 | 国際Aマッチ | 国際Aマッチ |
| 年                           | 出場        | 得点        |
| ---------------------------- | ----------- | ----------- |
| 2007                         | 7           | 1           |
| 2008                         | 6           | 5           |
| 2009                         | 10          | 8           |
| 2010                         | 8           | 3           |
| 2011                         | 10          | 3           |
| 2012                         | 9           | 6           |
| 2013                         | 9           | 7           |
| 2014                         | 10          | 5           |
| 2015                         | 7           | 7           |
| 2016                         | 7           | 4           |
| 2017                         | 6           | 3           |
| 2018                         | 10          | 3           |
| 2019                         | 8           | 3           |
| 2020                         | 5           | 1           |
| 2021                         | 6           | 1           |
| 2022                         | 8           | 4           |
| 2023                         | 7           | 1           |
| 2024                         |             |             |
| 通算                         | 133         | 65          |

### 得点
| #  | 開催日         | 開催地                                             | 対戦国             | スコア | 結果 | 大会                          |
| -- | -------------- | -------------------------------------------------- | ------------------ | ------ | ---- | ----------------------------- |
| 1  | 2007年6月2日   | サラエボ、アシム・フェルハトヴィッチ・ハセ競技場   | トルコ             | 2–2    | 3–2  | UEFA EURO 2008予選            |
| 2  | 2008年9月10日  | ゼニツァ、ビリノ・ポリェ                           | エストニア         | 5–0    | 7–0  | 2010 FIFAワールドカップ予選   |
| 3  | 2008年9月10日  | ゼニツァ、ビリノ・ポリェ                           | エストニア         | 6–0    | 7–0  | 2010 FIFAワールドカップ予選   |
| 4  | 2008年10月11日 | イスタンブール、イニョニュ・スタジアム             | トルコ             | 0–1    | 2–1  | 2010 FIFAワールドカップ予選   |
| 5  | 2008年10月15日 | ゼニツァ、ビリノ・ポリェ                           | アルメニア         | 2–0    | 4–1  | 2010 FIFAワールドカップ予選   |
| 6  | 2008年11月20日 | マリボル、リュドスキ・ヴルト                       | スロベニア         | 1–3    | 3–4  | 親善試合                      |
| 7  | 2009年3月28日  | ヘンク、クリスタル・アレナ                         | ベルギー           | 0–1    | 2–4  | 2010 FIFAワールドカップ予選   |
| 8  | 2009年4月1日   | ゼニツァ、ビリノ・ポリェ                           | ベルギー           | 1–0    | 2–1  | 2010 FIFAワールドカップ予選   |
| 9  | 2009年4月1日   | ゼニツァ、ビリノ・ポリェ                           | ベルギー           | 2–0    | 2–1  | 2010 FIFAワールドカップ予選   |
| 10 | 2009年6月6日   | カンヌ、スタッド・ピエール・ド・クーベルタン       | オマーン           | 1–0    | 2–1  | 親善試合                      |
| 11 | 2009年8月12日  | サラエボ、アシム・フェルハトヴィッチ・ハセ競技場   | イラン             | 1–0    | 2–3  | 親善試合                      |
| 12 | 2009年8月12日  | サラエボ、アシム・フェルハトヴィッチ・ハセ競技場   | イラン             | 2–0    | 2–3  | 親善試合                      |
| 13 | 2009年10月10日 | タリン、ア・ル・コック・アレーナ                   | エストニア         | 0–1    | 0–2  | 2010 FIFAワールドカップ予選   |
| 14 | 2009年10月14日 | ゼニツァ、ビリノ・ポリェ                           | スペイン           | 1–5    | 2–5  | 2010 FIFAワールドカップ予選   |
| 15 | 2010年6月3日   | フランクフルト、ヴァルトシュタディオン             | ドイツ             | 0–1    | 3–1  | 親善試合                      |
| 16 | 2010年9月3日   | ルクセンブルク、スタッド・ヨジー・バーテル         | ルクセンブルク     | 0–3    | 0–3  | UEFA EURO 2012予選            |
| 17 | 2010年11月17日 | ブラチスラヴァ、シュタディオン・パシエンキー       | スロバキア         | 1–3    | 2–3  | 親善試合                      |
| 18 | 2011年3月26日  | ゼニツァ、ビリノ・ポリェ                           | ルーマニア         | 2–1    | 2–1  | UEFA EURO 2012予選            |
| 19 | 2011年10月7日  | ゼニツァ、ビリノ・ポリェ                           | ルクセンブルク     | 1–0    | 5–0  | UEFA EURO 2012予選            |
| 20 | 2011年10月11日 | サン＝ドニ、スタッド・ド・フランス                 | フランス           | 0–1    | 1–1  | UEFA EURO 2012予選            |
| 21 | 2012年6月1日   | シカゴ、ソルジャー・フィールド                     | メキシコ           | 1–1    | 2–1  | 親善試合                      |
| 22 | 2012年9月7日   | ファドゥーツ、ラインパーク・シュタディオン         | リヒテンシュタイン | 0–5    | 1–8  | 2014 FIFAワールドカップ予選   |
| 23 | 2012年9月7日   | ファドゥーツ、ラインパーク・シュタディオン         | リヒテンシュタイン | 1–6    | 1–8  | 2014 FIFAワールドカップ予選   |
| 24 | 2012年9月7日   | ファドゥーツ、ラインパーク・シュタディオン         | リヒテンシュタイン | 1–7    | 1–8  | 2014 FIFAワールドカップ予選   |
| 25 | 2012年9月11日  | ゼニツァ、ビリノ・ポリェ                           | ラトビア           | 4–1    | 4–1  | 2014 FIFAワールドカップ予選   |
| 26 | 2012年10月16日 | ゼニツァ、ビリノ・ポリェ                           | リトアニア         | 3–0    | 3–0  | 2014 FIFAワールドカップ予選   |
| 27 | 2013年3月22日  | ゼニツァ、ビリノ・ポリェ                           | ギリシャ           | 1–0    | 3–1  | 2014 FIFAワールドカップ予選   |
| 28 | 2013年3月22日  | ゼニツァ、ビリノ・ポリェ                           | ギリシャ           | 3–0    | 3–1  | 2014 FIFAワールドカップ予選   |
| 29 | 2013年6月7日   | リガ、スコント・スタディオン                       | ラトビア           | 0–5    | 0–5  | 2014 FIFAワールドカップ予選   |
| 30 | 2013年8月14日  | サラエボ、アシム・フェルハトヴィッチ・ハセ競技場   | アメリカ合衆国     | 1–0    | 3–4  | 親善試合                      |
| 31 | 2013年8月14日  | サラエボ、アシム・フェルハトヴィッチ・ハセ競技場   | アメリカ合衆国     | 3–4    | 3–4  | 親善試合                      |
| 32 | 2013年10月11日 | ゼニツァ、ビリノ・ポリェ                           | リヒテンシュタイン | 1–0    | 4–1  | 2014 FIFAワールドカップ予選   |
| 33 | 2013年10月11日 | ゼニツァ、ビリノ・ポリェ                           | リヒテンシュタイン | 4–1    | 4–1  | 2014 FIFAワールドカップ予選   |
| 34 | 2014年5月30日  | セントルイス、エドワード・ジョーンズ・ドーム       | コートジボワール   | 1–0    | 2–1  | 親善試合                      |
| 35 | 2014年5月30日  | セントルイス、エドワード・ジョーンズ・ドーム       | コートジボワール   | 2–0    | 2–1  | 親善試合                      |
| 36 | 2014年6月25日  | サルヴァドール、アレーナ・フォンチ・ノヴァ         | イラン             | 1–0    | 3–1  | 2014 FIFAワールドカップ       |
| 37 | 2014年9月4日   | トゥズラ、スタディオン・トゥシャニ                 | リヒテンシュタイン | 3–0    | 3–0  | 親善試合                      |
| 38 | 2014年10月13日 | ゼニツァ、ビリノ・ポリェ                           | ベルギー           | 1–0    | 1–1  | UEFA EURO 2016予選            |
| 39 | 2015年3月28日  | アンドラ・ラ・ベリャ、エスタディ・ナシオナル       | アンドラ           | 0–1    | 0–8  | UEFA EURO 2016予選            |
| 40 | 2015年3月28日  | アンドラ・ラ・ベリャ、エスタディ・ナシオナル       | アンドラ           | 0–2    | 0–8  | UEFA EURO 2016予選            |
| 41 | 2015年3月28日  | アンドラ・ラ・ベリャ、エスタディ・ナシオナル       | アンドラ           | 0–3    | 0–8  | UEFA EURO 2016予選            |
| 42 | 2015年6月12日  | ゼニツァ、ビリノ・ポリェ                           | イスラエル         | 2–1    | 3–1  | UEFA EURO 2016予選            |
| 43 | 2015年9月3日   | ブリュッセル、ボードゥアン国王競技場               | ベルギー           | 0–1    | 1–3  | UEFA EURO 2016予選            |
| 44 | 2015年9月6日   | ゼニツァ、ビリノ・ポリェ                           | アンドラ           | 2–0    | 3–0  | UEFA EURO 2016予選            |
| 45 | 2015年11月13日 | ゼニツァ、ビリノ・ポリェ                           | アイルランド       | 1–1    | 1–1  | UEFA EURO 2016予選プレーオフ  |
| 46 | 2016年3月29日  | チューリッヒ、レッツィグルンド・シュタディオン     | スイス             | 0–1    | 0–2  | 親善試合                      |
| 47 | 2016年9月6日   | ゼニツァ、ビリノ・ポリェ                           | エストニア         | 2–0    | 5–0  | 2018 FIFAワールドカップ予選   |
| 48 | 2016年10月10日 | ゼニツァ、ビリノ・ポリェ                           | キプロス           | 1–0    | 2–0  | 2018 FIFAワールドカップ予選   |
| 49 | 2016年10月10日 | ゼニツァ、ビリノ・ポリェ                           | キプロス           | 2–0    | 2–0  | 2018 FIFAワールドカップ予選   |
| 50 | 2017年3月28日  | エルバサン、エルバサン・アレナ                     | アルバニア         | 0–1    | 1–2  | 親善試合                      |
| 51 | 2017年9月3日   | ファロ、エスタディオ・アルガルヴェ                 | ジブラルタル       | 0–1    | 0–4  | 2018 FIFAワールドカップ予選   |
| 52 | 2017年9月3日   | ファロ、エスタディオ・アルガルヴェ                 | ジブラルタル       | 0–4    | 0–4  | 2018 FIFAワールドカップ予選   |
| 53 | 2018年9月11日  | ゼニツァ、ビリノ・ポリェ                           | オーストリア       | 1–0    | 1–0  | UEFAネーションズリーグ2018-19 |
| 54 | 2018年11月18日 | サラエボ、スタディオン・グルバヴィカ               | 北アイルランド     | 1–0    | 2–0  | UEFAネーションズリーグ2018-19 |
| 55 | 2018年11月18日 | サラエボ、スタディオン・グルバヴィカ               | 北アイルランド     | 2–0    | 2–0  | UEFAネーションズリーグ2018-19 |
| 56 | 2019年6月11日  | トリノ、アリアンツ・スタジアム                     | イタリア           | 0–1    | 2–1  | UEFA EURO 2020予選            |
| 57 | 2019年9月5日   | ゼニツァ、ビリノ・ポリェ                           | リヒテンシュタイン | 3-0    | 5-0  | UEFA EURO 2020予選            |
| 58 | 2019年9月8日   | エレバン、ヴァズゲン・サルキシャン共和国スタジアム | アルメニア         | 1-1    | 2-4  | UEFA EURO 2020予選            |
| 59 | 2020年9月4日   | フィレンツェ、スタディオ・アルテミオ・フランキ     | イタリア           | 1-0    | 1-1  | UEFAネーションズリーグ2020-21 |
| 60 | 2021年9月1日   | ストラスブール、スタッド・ドゥ・ラ・メノ           | フランス           | 1-0    | 1-1  | 2022 FIFAワールドカップ・予選 |
| 61 | 2022年3月29日  | ゼニツァ、ビリノ・ポリェ                           | ルクセンブルク     | 1-0    | 1-0  | 親善試合                      |
| 62 | 2022年6月14日  | ゼニツァ、ビリノ・ポリェ                           | フィンランド       | 2-2    | 3-2  | UEFAネーションズリーグ2022-23 |
| 63 | 2022年6月14日  | ゼニツァ、ビリノ・ポリェ                           | フィンランド       | 3-2    | 3-2  | UEFAネーションズリーグ2022-23 |
| 64 | 2022年9月26日  | ブカレスト、スタディオヌル・ラピド＝ジュレシュティ | ルーマニア         | 1-2    | 1-4  | UEFAネーションズリーグ2022-23 |
| 65 | 2023年9月8日   | ゼニツァ、ビリノ・ポリェ                           | リヒテンシュタイン | 1-0    | 2-1  | UEFA EURO 2024予選            |

## タイトル

### クラブ
VfLヴォルフスブルク
- ブンデスリーガ : 2008-09

マンチェスター・シティ
- プレミアリーグ : 2回 (2011-12 , 2013-14)
- FAカップ : 2010-11
- フットボールリーグカップ : 2013-14
- FAコミュニティ・シールド : 2012

インテル・ミラノ
- コッパ・イタリア : 2回 (2021-22, 2022-23)
- スーペルコッパ・イタリアーナ：2回 (2021, 2022)

### 個人
- ブンデスリーガ年間最優秀選手 : 2008-09
- ボスニア・ヘルツェゴビナ年間最優秀選手 : 2009, 2010, 2011-12
- ブンデスリーガ得点王 : 2009-10
- セリエA得点王 : 2016-17
- UEFAヨーロッパリーグ得点王 : 2016-17